# Jiří Reitman
Jiří Reitman (Praga, 21 giugno 1905 – Auschwitz, 4 gennaio 1945) è stato un pallanuotista cecoslovacco.
È stato un membro della Cecoslovacchia che ha partecipato ai Giochi di Parigi 1924. Da centrocampista ha giocato in attacco, principalmente al centro.
Ha concluso la sua carriera sportiva attiva nel 1934 .
Di origine ebraica, nel 1941, durante l'occupazione tedesca della Cecoslovacchia, fu deportato nel campo di concentramento di Terezín e da qui, nel 1944, nel campo di concentramento di Auschwitz, dove morì all'inizio del gennaio 1945.